# I Can't Be with You
I Can't Be with You é uma canção da banda de irlandesa The Cranberries. Foi o terceiro single do segundo álbum de estúdio do grupo No Need to Argue, lançado em 1995.

## Faixas
7" single
1. "I Can't Be With You"
2. "(They Long to Be) Close to You" (Burt Bacharach, Hal David)

## Paradas
| Parada (1995)                       | Melhor colocação |
| ----------------------------------- | ---------------- |
| Austrália (ARIA)                    | 30               |
| Europa (Eurochart Hot 100)          | 57               |
| França (SNEP)                       | 24               |
| Islândia (Íslenski Listinn Topp 40) | 1                |
| Irlanda (IRMA)                      | 21               |
| Nova Zelândia (Recorded Music NZ)   | 25               |
| Escócia (Scottish Singles Chart)    | 26               |
| Reino Unido (UK Singles Chart)      | 23               |

### Parada de final de ano
| Parada (1995)                       | Posição |
| ----------------------------------- | ------- |
| Islândia (Íslenski Listinn Topp 40) | 30      |